# Giovanni Pastrone

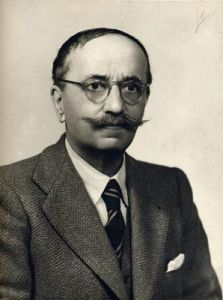
Giovanni Pastrone (1925)

Giovanni Pastrone, auch bekannt unter seinem Künstlernamen Piero Fosco (* 13. September 1883 in Montechiaro d’Asti, Italien; † 27. Juni 1959 in Turin, Italien) war ein italienischer Filmregisseur, Drehbuchautor, Schriftsteller, Schauspieler, der schon im Zeitalter des Stummfilms wirkte.

## Biographie
Nachdem Pastrone den Beruf des Buchhalters erlernt hatte und verschiedene, neue Tätigkeiten ausprobieren wollte, begann er 1907 als einfacher Buchhalter im Filmgesellschaft „Carlo Rossi & C.“ in Turin. 1907 wurde er Verwaltungsdirektor der Gesellschaft, welche ab 1908 unter dem Namen Itala firmierte. Die Firma erfand das technische Verfahren „fixitè“ und patentierte es. Hierbei handelte es sich um ein Verfahren, welches das Verschieben der Filmfolie verhinderte.
Im Alter von 28 Jahren begann Pastrones Aufstieg im Filmgeschäft als Regisseur. Später inspirierte er auch mit dem Film Cabiria bekannte Meister des internationalen Kinos wie David Wark Griffith, der die Filme Intoleranz (1916) und Die Geburt einer Nation produzierte. 1919, auf dem Höhepunkt seiner Berühmtheit, wandte Pastrone dem Kino den Rücken zu und begann sich Studien und Medizinexperimenten zu widmen. Am Kino war er jedoch nur noch gelegentlich interessiert.

## Filmographie

### Regisseur
- 1908: La glu
- 1908: Giordano Bruno eroe di Valmy
- 1909: Giulio Cesare
- 1911: La caduta di Troia
- 1913: Più forte che Sherlock Holmes
- 1914: Cabiria
- 1916: Tigre reale
- 1916: Il fuoco
- 1916: Maciste alpino
- 1917: La guerra e il sogno di Momi
- 1917: Maciste atleta
- 1919: Hedda Gabler
- 1923: Povere bimbe

### Schauspieler
- Giulio Cesare (1909)